# Valentin Afonin
Valentin Afonin (Russisch: Валентин Иванович Афонин) (Vladimir, 22 december 1939 - 1 april 2021) was een Russisch voetballer en voetbaltrainer die uitkwam voor de Sovjet-Unie.

## Biografie
Hij begon zijn carrière bij SKA Rostov en maakte in 1968 de overstap naar CSKA Moskou, waarmee hij in 1970 de landstitel won.
Hij speelde ook 42 wedstrijden voor het nationale elftal en speelde op het WK 1966, WK 1970 en het EK 1968.